# 项英
项英（1898年5月—1941年3月14日），男，原名项德隆，化名江钧、张成，笔名夏英，湖北武昌人，祖籍湖北黄陂，中国共产党早期重要领导人。
项英于1922年加入中国共产党，参与领导京汉铁路大罢工。在中共三大、六大上分别被选为中央委员、中央政治局常委，曾任湖北省总工会党团书记、中华全国总工会执行委员兼上海总工会党团书记。1931年后，任苏区中央局代书记、中华苏维埃共和国中央革命军事委员会代理主席、中华苏维埃共和国临时中央政府副主席等职。红军长征后，任中共苏区中央分局书记、中央军区司令员兼政治委员，在赣粤边坚持三年游击战争。抗日战争时期，任中共中央东南局书记、新四军副军长，是新四军的创建者和实际领导人。1941年皖南事变成功突围后，因携带新四军的黄金，被他的副官刘厚总劫財、杀害。

## 生平

### 早年革命生涯
1898年5月，项德隆出生于武昌（今江夏区）舒安乡项家村，因祖父会种花卉、植盆景，由乡下搬到武昌城里。父亲项天卫是武昌县政府管理钱粮簿册的职员。1905年，项德隆进入武昌育才小学。毕业后，入武昌私立日新中学读书。1913年，进武昌一家织布厂当学徒，3年后留厂当纺织工人。
1920年，项德隆领导布厂工人罢工。1921年12月起在武汉江岸筹建铁路工人俱乐部。1922年4月，由包惠僧介绍加入中国共产党。加入中共后，项德隆改名项英。1922年10月，项英领导汉口扬子江机器厂罢工，最终取得胜利，项英很快成为武汉工人阶级领袖之一。
1923年，项英参与领导京汉铁路大罢工。1924年任中共中央职工运动委员会书记兼任上海特别委员会书记。1925年参与领导上海五卅运动。1926年回武汉秘密从事党和工会工作，北伐军占领武汉后任武汉工人纠察队总队长，参与收回汉口英租界和反夏斗寅叛变的斗争。

### 第一次国共内战时期
国共破裂后，项英到上海，从事中共秘密工作。1928年2月任中共江苏省委书记、中华全国总工会副委员长。1928年中共六大期间，得到斯大林的单独接见，斯大林亲自送给他一把小手枪。在中共六届一中全会上，当选为中央政治局常委。后又参加在莫斯科召开的共产国际第六次代表大会，当选为共产国际监察委员会委员。1929年任中华全国总工会委员长兼中共党团书记。

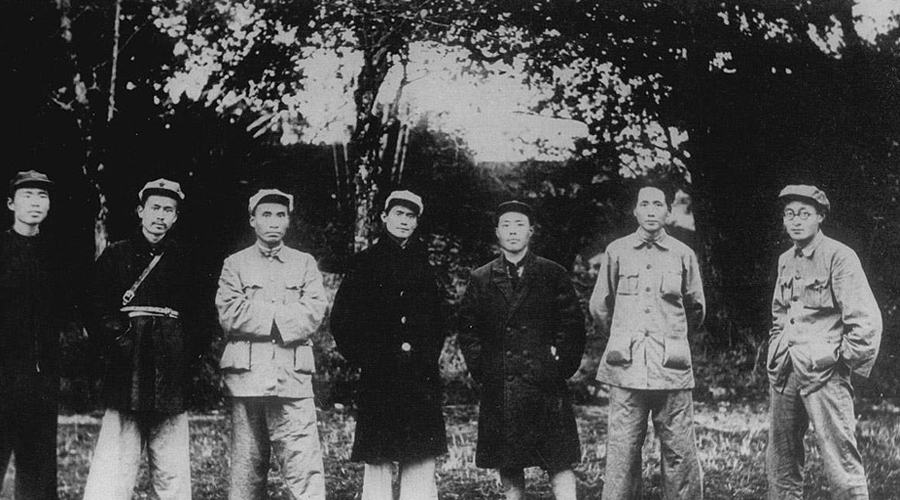
1931年11月中共苏区中央局委员合影，依次为顾作霖、任弼时、朱德、邓发、项英、毛泽东、王稼祥

1930年8月任中共中央长江局书记，同年底奉命调赴中央苏区。1931年1月起任中共苏区中央局委员、代理书记兼中央革命军事委员会主席。项英和朱德、毛泽东一起决定建立红军总政治部，明确其职责以及政治委员与政治机关之间的关系。
1931年，项英参与处理富田事变，提出以教育为主来解决党内矛盾的主张，对江西红军和苏区的“肃反”扩大化进行批评，但由于与毛泽东的意见相左受到批评。4月，任弼时来到江西宁都县青圹村，传达政治局决议，项英被撤销苏区中央局代理书记，改任军委副主席。1931年11月，项英主持筹备中华苏维埃第一次全国代表大会和成立苏维埃临时中央政府，当选为中华苏维埃共和国中央执行委员会副主席。
1933年5月，任中华苏维埃共和国中央革命军事委员会代理主席，发布命令，确定1927年8月1日为中国工农红军成立纪念日。项英领导扩建红军，编组新的师和军团，动员和组织群众发展生产，筹措给养，保证前线供应等工作。项英还主持制定《中国工农红军誓词》，建立红军中的奖励制度。1934年1月，在中共六届五中全会上，当选为中央政治局委员、书记处书记。在中华苏维埃第二次全国代表大会上，项英再次当选为中华苏维埃共和国中央执行委员会副主席。
1934年中央红军主力长征后，率留在苏区的红24师和地方武装1.6万余人留守中央蘇區，任中共中央分局书记、军区司令员兼政委。1935年2月后，根据遵义会议后中共中央的指示，组织红军和游击队分路突围，转入分散的游击战。此后，与陈毅在赣粤边境的油山地区坚持了三年游击战争。

### 抗日战争时期

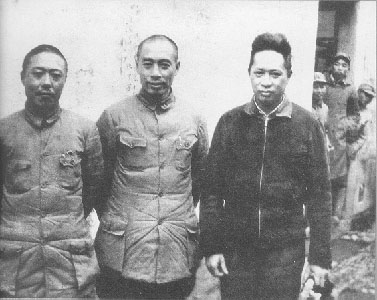
1939年，周恩来（中）与叶挺（右）、项英在皖南新四军军部

抗日战争爆发后，项英先后在赣州、南昌与国民党地方当局进行停止冲突、合作抗日的谈判。1937年10月起任新四军副军长、中央军委新四军分会书记、中共中央东南分局书记。1937年12月，赴延安参与政治局会议，此后前往武汉组建新四军。

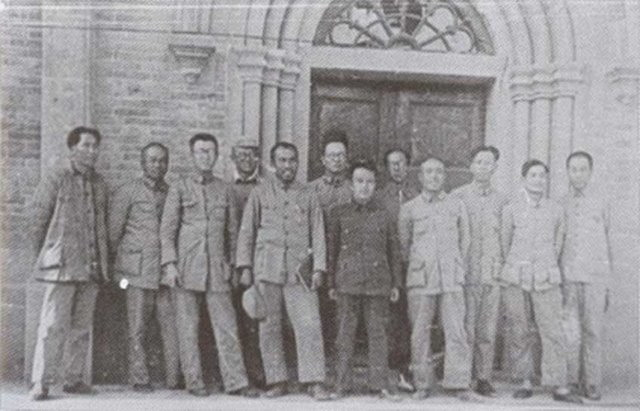
1938年秋，中共六屆六中全會主席团成员合影，左起毛澤東、彭德懷、王稼祥、張聞天、朱德、博古、王明、康生、項英、劉少奇、陳雲、周恩來

新四军编成后，项英被指对中共关于抗日民族统一战线中的独立自主原则认识不足，对向敌后发展的措施实施不力，并与军长叶挺多次发生冲突。1938年9月，项英出席中共六届六中全会，为大会主席团成员，但并未全程参与会议。
1939年3月，项英出任中共中央东南局书记，仍担任新四军副军长。此后，撰写了《新阶段中我们江南抗战的任务》、《一年来作战的经验与本军建军工作》等文章。1940年4月，项英在皖南指挥春季反扫荡，10月参与指挥秋季反扫荡，共歼日伪军3000余人。
1941年1月4日，叶挺、项英等率领新四军军部及皖南部队九千人经茂林北移。1月6日，第三战区第32集团军8万多人在蒋中正命令下，向新四军发起总攻，爆发皖南事变。此后，项英被认为犹豫动摇，处置失当，使新四军遭受重大损失。1月9日，项英与袁国平、周子昆等离开部队，但因无法突围而返回。之后，中共中央决定，皖南新四军由叶挺和饶漱石统一指挥，项英随军北上。1月14日，项英成功突围，辗转隐蔽于皖南山区。
1941年3月12日，项英与周子昆等人转移到茂林东南濂坑石牛窝村的蜜蜂洞隐蔽。14日，因携带新四军的黄金而在睡梦中被軍部副官刘厚总杀害，同时遇害的还有周子昆。他们的遗体被皖南残留新四军秘密掩埋，未被国军发现。1955年6月，在参与掩埋项英遗骸的刘奎帮助下，项英、周子昆的遗骸由中国人民解放军南京军区移葬于南京雨花台西南皖南事变三烈士墓。
一些人认为项英之死是因为毛泽东的决断力不足，王明认为项英的死是毛泽东的阴谋。1998年，他被迟浩田代表官方评价为“杰出的无产阶级革命家，工人运动的著名活动家，党和红军早期的领导人之一，新四军的创建人和主要领导人之一，抗日名将”。

## 家庭
项英早年与中共地下工作者张亮结婚，张为项英生下女儿项苏云。1935年2月，张亮在战斗中被俘，在龙岩监狱中生下儿子项学成。1938年4月，张亮获释出狱，将项学成送到延安，后去向不明。网络有传言称张亮与项英相见，项英因认为张亮出卖了瞿秋白而将其枪杀，但这一说法被证实为谣言。據康生手下回憶，张亮被康生下令勒死。
1941年，项英与李又兰结婚，婚后不久皖南事变爆发，两人未生育子女。李又兰后来与时任新四军第三师第九旅旅长的张爱萍结识，并于1942年8月8日结婚。

### 引用
1. 1 2 3 4  项苏云. . 新民晚报. 2011-12-25  [2014-12-13]. （原始内容存档于2014-12-13） （中文（简体））.
2. ↑  . 楚天金报. 2014-05-15  [2014-12-13]. （原始内容存档于2014-12-15） （中文（简体））.
3. ↑  .   [2014-12-13]. （原始内容存档于2014-12-16）.
4. ↑  金一南. . 华艺出版社. 2010: 264. ISBN 9787802521964.
5. ↑  . 人民网. 2012-05-10  [2014-12-13]. （原始内容存档于2016-03-04） （中文（简体））.
6. ↑  . 新浪. 2006-07-24  [2014-12-13]. （原始内容存档于2014-12-13） （中文（简体））.
7. ↑  . 凤凰网. 2013-01-10  [2014-12-13]. （原始内容存档于2014-12-13） （中文（简体））.
8. ↑  项英是新四军实际指挥者，叶挺虽名义上是新四军军长，但实际上无新四军指挥权
9. ↑  . 中国共产党新闻网.   [2012-11-28]. （原始内容存档于2013-01-08） （中文（简体））.
10. ↑  .  第十三卷. 中共中央党校出版社. 1989. ISBN 9787503501241. （原始内容存档于2014-12-15）. 三年以来，项英、袁国平对于中央的指示，一贯的阳奉阴违，一切迁就国民党，反对向北发展与向敌后发展，反对扩大新四军，反对建立抗日根据地，坚持其自己的机会主义路线。
11. ↑  . 凤凰网. 2014-04-12  [2014-12-13]. （原始内容存档于2014-12-13） （中文（简体））.
12. ↑  . 凤凰网. 2008-06-10  [2014-12-13]. （原始内容存档于2014-12-13） （中文（简体））.
13. ↑  .   [2014-12-13]. （原始内容存档于2016-03-04）.
14. ↑  中共中央另外表示：“惟项英撤职一点暂不必提”。
15. ↑  叶超：《悲壮的史诗——回忆皖南事变的经过》，载《皖南事变回忆录》
16. ↑  .   [2014-12-13]. （原始内容存档于2008-12-06）.
17. ↑  . 新浪网.   [2014-12-13]. （原始内容存档于2008-12-06）.
18. 1 2  项苏云. . 三联生活周刊.   [2019-08-18]. （原始内容存档于2021-05-09）.
19. ↑  . 互動頭條.   [2020-08-03]. （原始内容存档于2022-09-17） （中文（臺灣））.
20. ↑  . 云浮在线. 2014-05-10  [2014-12-13]. （原始内容存档于2014-12-13） （中文（简体））.
21. ↑  . 腾讯网. 2013-09-26  [2014-12-13]. （原始内容存档于2014-12-13） （中文（简体））.
22. ↑  张戎、乔·哈利戴. . 开放出版社（香港）. 2006. ISBN 978-9627934196 （中文（繁體））.
23. ↑  . 黑龙江新闻网. 2009-07-04. （原始内容存档于2014-12-14） （中文（简体））.